# Petko Marinov
Petko Marinov (in bulgaro Петко Маринов?; Burgas, 11 giugno 1949) è un ex cestista e allenatore di pallacanestro bulgaro.

## Carriera
Con la Bulgaria ha disputato i Campionati europei del 1977.